# Jerlik Sertaj
Jerlik Sertaj (kazakiska: Ерлик Сертай), född 19 september 1998, är en kazakisk fäktare som tävlar i värja.

## Karriär
Vid olympiska sommarspelen 2024 i Paris slutade Sertaj på sjätte plats tillsammans med Ruslan Kurbanov, Elmir Alimzjanov och Vadim Sjarlaimov i lagtävlingen i värja.